# Bulbophyllum morotaiense
Bulbophyllum morotaiense là một loài phong lan thuộc chi Bulbophyllum.